# 石田綾音
石田 綾音（いしだ あやね、1998年12月4日 - ）は、日本プロ麻雀協会に所属する女流プロ雀士。 
茨城県出身。

## 経歴
プロ雀士になる前はアイドルグループ・sway Emotions Slightlyのメンバーとして活動していた。
2023年よりYouTubeチャンネル・麻雀ウォッチのするしないのメンバー。
2025年1月1日　YouTubeチャンネル•麻雀ウォッチにて結婚を発表した。